# Khoa học viễn tưởng Nhật Bản
Khoa học viễn tưởng là một thể loại quan trọng của văn học Nhật Bản hiện đại, có ảnh hưởng mạnh mẽ đến các khía cạnh của văn hóa đại chúng Nhật Bản đương đại, bao gồm anime, manga, trò chơi điện tử, tokusatsu, và điện ảnh.

### Sau Thế chiến II

Số ra tháng 12 năm 1968 của Hayakawa's S-F Magazine

### Ảnh hưởng và lan rộng

Expo '70

## Lịch sử